# Filippo Oldoini
Marchese Filippo Oldoini (La Spezia, 15 febbraio 1817 – La Spezia, 14 gennaio 1889) è stato un nobile, politico e diplomatico italiano.

## Biografia

### Infanzia
Nacque a La Spezia il 15 febbraio 1817 dal marchese Grimaldo Maria Oldoini e da Teresa Rapallini, in una famiglia patrizia di origine lombarda, ma da tempo stabilitasi a La Spezia.

### Matrimonio
Trascorse la giovinezza tra la Liguria e la corte di Firenze, ove conobbe la moglie, Isabella Lamporecchi, figlia del giurista Ranieri e sua cugina germana, che sposò il 31 gennaio 1836. Il 22 marzo 1837 nacque l’unica figlia della coppia, Virginia, futura contessa di Castiglione.

### Carriera politica
Tra il 1843 e il 1846 Oldoini viaggiò in diverse regioni italiane, assistendo, nel giugno 1846, all’elezione di papa Pio IX. Dopo la concessione dello Statuto Albertino, fu eletto deputato (aprile 1848) nella prima legislatura del Parlamento subalpino, in rappresentanza del collegio di La Spezia.
La sua attività parlamentare non fu particolarmente significativa. Oltre agli interventi sull’arruolamento della guardia nazionale e sulla viabilità tra La Spezia e Parma, si ricorda la sua astensione sul disegno di legge per la concessione dei pieni poteri al Governo (29 luglio 1848). Nella seconda legislatura fu rieletto al ballottaggio (febbraio 1849). In marzo intervenne più volte nella discussione dei provvedimenti in favore delle famiglie dei soldati e dei danneggiati dalla loro adesione alla causa dell’Unità d’Italia.

### Carriera diplomatica
Chiusasi dopo soli due mesi la seconda legislatura, abbandonò la politica e si indirizzò verso la carriera diplomatica. Il 12 gennaio 1849 fu nominato segretario di Legazione di seconda classe e addetto al ministero degli Esteri. Nel marzo 1851 si parlava di lui come ambasciatore a Madrid, scelta che veniva giudicata come frutto della sua vicinanza con il presidente del Consiglio Massimo d'Azeglio. Ben collocato negli ambienti della corte, Oldoini non godeva di grande stima all’interno dell'élite politica subalpina, anche a causa dell’esuberanza della consorte. Ottenne comunque una prima missione di circostanza presso la corte di Baviera.
Grazie all’interessamento di D’Azeglio, nel marzo 1851 fu inviato a Londra come latore della ratifica del trattato di commercio sardo-britannico e vi rimase come incaricato d’affari. Nel luglio 1852 assunse l’incarico di segretario di Legazione. La preferenza accordatagli rispetto al più esperto Luigi Corti scandalizzò Cavour che si disse «sdegnato» della scelta di un uomo che «non piace a nessuno, nemmeno alla propria moglie» (Cavour, Epistolario, IX, 1984, p. 163). Nell’agosto 1853 passò alla Legazione di Parigi, con la qualifica di primo segretario, rimanendovi per tre anni. Pur non giocando un ruolo importante nei negoziati politicamente più delicati, seppe farsi apprezzare per la sua buona capacità di muoversi nella società aristocratica del Secondo Impero.

#### Ambasciatore in Russia
Le sue sorti migliorarono rapidamente grazie alla figlia, la celebre contessa di Castiglione Virginia, bella e ambiziosa, che nel 1856 fu incaricata dal presidente del Consiglio Cavour di utilizzare il suo fascino come arma di persuasione nei confronti di Napoleone III e ottenne in cambio la nomina del padre a segretario di Legazione a San Pietroburgo (Cavour, Epistolario, XIII, 1992, p. 105). Nel 1856-57 fu dunque accreditato presso il governo russo per ristabilire con esso le relazioni diplomatiche, interrottesi nel 1848. Conclusa la missione nei primi mesi del 1857, cedette le funzioni a un ambasciatore residente, Francesco Maria Sauli. Alla fine del 1858 fu richiamato urgentemente in Russia, a causa delle condizioni di salute di Sauli, e assunse la direzione della Legazione, in una fase delicata, nella quale era necessario garantire la benevola neutralità del governo russo nella seconda guerra di indipendenza. Conseguito l’obiettivo, rimase in Russia fino al 1860 quando le relazioni diplomatiche con la Russia si interruppero a seguito della spedizione dei Mille.
Nel 1862 fu nuovamente inviato in Russia, come membro della Legazione di Ettore Gerbaix de Sonnaz, incaricato di notificare allo zar Alessandro II la formazione del Regno d’Italia. La missione di Oldoini contribuì a superare le iniziali diffidenze del ministro degli Esteri Aleksandr Michajlovič Gorčakov per la politica del Regno d’Italia, sospettato di voler promuovere colpi di mano per ottenere con la forza il Veneto e Roma, prospettiva alla quale il governo russo si opponeva in nome di una stabilizzazione conservatrice del sistema europeo. Con l’instaurarsi di normali relazioni diplomatiche e l’arrivo, nel marzo 1863, di un nuovo ambasciatore – Gioacchino Napoleone Pepoli – Oldoini lasciò la carica. 

#### Ambasciatore negli Stati tedeschi
Alla fine del 1863 fu inviato nel granducato del Baden, con finalità di osservazione più che di azione politico-diplomatica e di sostegno alla formazione di un partito nazionale degli Stati tedeschi in grado di bilanciare l’Austria e la Prussia. Divenuto ministro residente nel Baden il 31 gennaio 1864, dal dicembre 1865 passò in Baviera come ministro plenipotenziario, rimanendovi fino al maggio 1866. In questa fase, agì soprattutto per sondare le intenzioni del governo bavarese rispetto alla prospettiva di una possibile annessione di Roma a opera del Regno d’Italia. 
Passato poi come inviato straordinario e ministro plenipotenziario presso il Württenberg e la Sassonia, vi rimase fino al dicembre 1867. 

#### Ambasciatore in Portogallo
Nel 1868 fu nominato ministro plenipotenziario in Portogallo. Fu inizialmente incaricato di sostenere l’ascesa al trono di Spagna di Amedeo di Savoia. Già nel 1870 la sua missione incontrò però gravi difficoltà. Infatti fu dichiarato persona non gradita per aver espresso il suo dissenso in occasione del colpo di Stato del maresciallo João Carlos de Saldanha. Conclusasi la crisi politica del 1870, riprese il suo posto a Lisbona all’inizio del 1871. In questa seconda fase, non si limitò a gestire i rapporti tra Italia e Portogallo, ormai ritornati cordiali, ma fu incaricato di favorire un riavvicinamento tra lo Stato italiano e la Santa Sede per il tramite del governo portoghese.

### Ultimi anni e morte
Rimasto vedovo nel 1872, si integrò nella società aristocratica lusitana e il 29 novembre 1877 sposò Carlotta Amalia de Moraes Sarmento. Durante gli anni Settanta e Ottanta proseguì la sua azione nell’ambito dei rapporti tra il governo italiano e la Santa Sede, ma l’ascesa al potere di Crispi pose termine alla sua carriera. Richiamato in Italia alla fine del 1887, fu collocato a riposo il 29 gennaio 1888. Morì alla Spezia il 14 gennaio 1889.

## Discendenza
Il marchese Filippo e Isabella Lamporecchi ebbero una figlia:
- Virginia Elisabetta Luisa Carlotta Antonietta Teresa Maria (1837-1899), nota in seguito al matrimonio con Francesco Verasis Asinari come Contessa di Castiglione e celebre per la sua bellezza ed eleganza.